# Route nationale 564
Pour les articles homonymes, voir Route 564.
La route nationale 564, ou RN 564, était une route nationale française reliant Nice à Roquebrune-Cap-Martin. Elle constituait la Moyenne Corniche.
À la suite de la réforme de la numérotation des routes nationales, la RN 564 est devenue l'un des tronçons de la RN 7 et l'ancien tracé de cette dernière (Grande Corniche) a été déclassé en RD 2564. La RN 7 est déclassée à son tour à la suite de la réforme de 2005, en RD 6007. Les RD 2564 et 6007 deviennent M 2564 et M 6007 à Nice et à Èze car faisant partie de la métropole Nice Côte d'Azur depuis 2012.
Par la suite, la RN 564 était devenue la liaison entre la RN 20 et l'échangeur 38 de l'A 64 à Toulouse. Ce tracé a, lui aussi, été déclassé et s'appelle désormais RD 120A.

## De Nice à Roquebrune-Cap-Martin
Les communes traversées sont :
- Nice
- Èze
- Beausoleil
- Roquebrune-Cap-Martin